# Tân Trung, Đầm Dơi
Tân Trung là một xã thuộc huyện Đầm Dơi, tỉnh Cà Mau, Việt Nam.

## Địa lý
Xã Tân Trung nằm ở phía tây bắc huyện Đầm Dơi, có vị trí địa lý:
- Phía đông giáp xã Tạ An Khương
- Phía tây giáp xã Tân Duyệt và huyện Cái Nước
- Phía nam giáp xã Trần Phán
- Phía bắc giáp thành phố Cà Mau.

Xã Tân Trung có diện tích 33,08 km², dân số năm 2022 là 11.918 người, mật độ dân số đạt 360 người/km².

## Hành chính
Xã Tân Trung được chia thành 6 ấp: Công Điền, Phú Điền, Tân Điền, Tân Phú, Thành Vọng, Trung Can.

## Lịch sử
Ngày 25 tháng 7 năm 1979, Hội đồng Chính phủ ban hành Quyết định số 275-CP về việc thành lập xã Tân Trung thuộc huyện Cái Nước trên cơ sở một phần của xã Trần Phán.
Ngày 17 tháng 5 năm 1984, Hội đồng Bộ trưởng ban hành Quyết định 75-HĐBT về việc chuyển xã Tân Trung thuộc huyện Cái Nước vào huyện Ngọc Hiển quản lý.
Ngày 17 tháng 12 năm 1984, Hội đồng Chính phủ ban hành Quyết định số 168-HĐBT về việc đổi tên huyện Ngọc Hiển thành huyện Đầm Dơi. Khi đó, xã Tân Trung thuộc huyện Đầm Dơi.
Ngày 2 tháng 2 năm 1991, Ban Tổ chức Chính phủ ban hành Quyết định số 51/QĐ-TCCP về việc thành lập xã Quách Phẩm trên cơ sở xã Tân Trung.
Ngày 5 tháng 9 năm 2005, Chính phủ ban hành Nghị định số 113/2005/NĐ-CP về việc thành lập xã Tân Trung trên cơ sở 3.486 ha diện tích tự nhiên và 10.664 nhân khẩu của xã Trần Phán.